# Unione Sportiva Pro Vercelli 1988-1989
Questa voce raccoglie le informazioni riguardanti l'Unione Sportiva Pro Vercelli nelle competizioni ufficiali della stagione 1988-1989.

## Stagione
Nella stagione 1988-1989 la Pro Vercelli disputò il sesto campionato di Serie C2 della sua storia.

## Divise e sponsor
Lo sponsor ufficiale per la stagione 1988-1989 fu Fratelli Schellino Carni.
| 1ª divisa |

## Organigramma societario
Area direttiva
- Presidente: Giuseppe Celoria
- Segretario: Bruno Braghin

Area tecnica
- Direttore sportivo: Francesco Laghi
- Allenatore: Giuliano Zoratti
- Allenatore Berretti: Edo Jussich

## Rosa
| N. |                   | Ruolo | Calciatore               |
| -- | ----------------- | ----- | ------------------------ |
|    | Italia (bandiera) | P     | Enrico Corona            |
|    | Italia (bandiera) | P     | Paolo Longo              |
|    | Italia (bandiera) | D     | Ivan Carera              |
|    | Italia (bandiera) | D     | Gian Battista Lombardini |
|    | Italia (bandiera) | D     | Stefano Sora             |
|    | Italia (bandiera) | D     | Domenico Tumelero        |
|    | Italia (bandiera) | D     | Marco Ulisse             |
|    | Italia (bandiera) | D     | Samuele Zoppo            |
|    | Italia (bandiera) | C     | Paolo Bellatorre         |
|    | Italia (bandiera) | C     | Bruno Conca              |
|    | Italia (bandiera) | C     | Raffaele De Falco        |

| N. |                   | Ruolo | Calciatore            |
| -- | ----------------- | ----- | --------------------- |
|    | Italia (bandiera) | C     | Giuliano Gava         |
|    | Italia (bandiera) | C     | Massimiliano Garzonio |
|    | Italia (bandiera) | C     | Roberto Meneghetti    |
|    | Italia (bandiera) | C     | Fabrizio Rastello     |
|    | Italia (bandiera) | C     | Roberto Regina        |
|    | Italia (bandiera) | A     | Fernando Bianchini    |
|    | Italia (bandiera) | A     | Cristiano Cugusi      |
|    | Italia (bandiera) | A     | Patrizio Di Stefano   |
|    | Italia (bandiera) | A     | Franco Finozzi        |
|    | Italia (bandiera) | A     | Roberto Gradella      |
|    | Italia (bandiera) | A     | Andrea Petroni        |

## Risultati

### Serie C2

#### Girone d'andata
| Firenze 10 settembre 1988 | Rondinella               | 0 – 0 | Pro Vercelli | Stadio Bozzi-Due Strade\| Arbitro: \| Moro (San Donà di Piave) \| |
| Arbitro:                  | Moro (San Donà di Piave) |       |              |                                                                   |

| Arbitro: | Rossi (Rovigo) |

|                                                        |           |                           |
| Di Stefano 1’, 33’ Bianchini 15’, 27’, 28’ Finozzi 51’ | Marcatori | 32’ Ianuale 68’ D'Aloisio |

| Arbitro: | Bortoli (Schio) |

|                           |           |  |
| Criscuoli 35’ Pessina 80’ | Marcatori |  |

| Arbitro: | Magliulo (Torre Annunziata) |

|                |           |                           |
| Di Stefano 58’ | Marcatori | 46’ Fiorini 54’ Tintisona |

| Arbitro: | Stefanelli (Bologna) |

|               |           |                      |
| Biagiotti 25’ | Marcatori | 83’ (rig.) Bianchini |

| Arbitro: | Moretti (Cosenza) |

|                          |           |              |
| Di Stefano 32’ Conca 75’ | Marcatori | 85’ D'Arrigo |

| Massa 23 ottobre 1988 | Massese         | 0 – 0 | Pro Vercelli | Stadio degli Oliveti\| Arbitro: \| Forte (Marsala) \| |
| Arbitro:              | Forte (Marsala) |       |              |                                                       |

| Vercelli 30 ottobre 1988 | Pro Vercelli            | 0 – 0 | Ilva | Stadio Leonida Robbiano\| Arbitro: \| Introvigne (Conegliano) \| |
| Arbitro:                 | Introvigne (Conegliano) |       |      |                                                                  |

| Arbitro: | Di Pilato (Bergamo) |

|            |           |  |
| Petroni 3’ | Marcatori |  |

| Arbitro: | Mantovani (Genova) |

|            |           |               |
| Casale 33’ | Marcatori | 79’ Bianchini |

| Casale Monferrato 20 novembre 1988 | Casale                     | 0 – 0 | Pro Vercelli | Stadio Natale Palli\| Arbitro: \| De Angelis (Civitavecchia) \| |
| Arbitro:                           | De Angelis (Civitavecchia) |       |              |                                                                 |

| Arbitro: | Moretti (Cosenza) |

|              |           |  |
| Gradella 70’ | Marcatori |  |

| Arbitro: | Babini (Modena) |

|           |           |  |
| Trudu 34’ | Marcatori |  |

| Vercelli 11 dicembre 1988 | Pro Vercelli             | 0 – 0 | Pontedera | Stadio Leonida Robbiano\| Arbitro: \| Moro (San Donà di Piave) \| |
| Arbitro:                  | Moro (San Donà di Piave) |       |           |                                                                   |

| Arbitro: | Copercini (Parma) |

|  |           |                     |
|  | Marcatori | 61’ (aut.) Morra II |

| Arbitro: | Rossi (Rovigo) |

|           |           |  |
| Conca 30’ | Marcatori |  |

| Cecina 8 gennaio 1989 | Cecina              | 0 – 0 | Pro Vercelli | Stadio Comunale\| Arbitro: \| Di Pilato (Bergamo) \| |
| Arbitro:              | Di Pilato (Bergamo) |       |              |                                                      |

#### Girone di ritorno
| Vercelli 15 gennaio 1989 | Pro Vercelli      | 0 – 0 | Rondinella | Stadio Leonida Robbiano\| Arbitro: \| Masulli (Cremona) \| |
| Arbitro:                 | Masulli (Cremona) |       |            |                                                            |

| Arbitro: | Curotti (Piacenza) |

|  |           |                                     |
|  | Marcatori | 73’ Di Stefano 76’ (rig.) Bianchini |

| Arbitro: | Collina (Bologna) |

|                      |           |  |
| Bianchini 70’ (rig.) | Marcatori |  |

| Arbitro: | Bazzoli (Merano) |

|                                  |           |  |
| De Falco 9’ (aut.) Tintisona 63’ | Marcatori |  |

| Arbitro: | Brasca (Busto Arsizio) |

|               |           |  |
| Bianchini 21’ | Marcatori |  |

| Arbitro: | Bellotti (Saronno) |

|            |           |                |
| Caponi 48’ | Marcatori | 80’ Meneghetti |

| Arbitro: | Mellina (Piacenza) |

|                                 |           |                                |
| Bianchini 54’ (rig.) Regina 74’ | Marcatori | 19’ (rig.) Zenari 52’ Pisasale |

| Arbitro: | Rocchi (Roma) |

|                      |           |  |
| Piga 36’ (rig.), 83’ | Marcatori |  |

| Arbitro: | Scarcelli (Cosenza) |

|                                |           |                         |
| Cucurnia 40’ (rig.) Romiti 89’ | Marcatori | 4’ Gradella 84’ Finozzi |

| Arbitro: | Bazzoli (Merano) |

|                      |           |                   |
| Bianchini 14’ (rig.) | Marcatori | 31’, 55’ Ferretti |

| Arbitro: | De Angelis (Civitavecchia) |

|  |           |              |
|  | Marcatori | 70’ Mocellin |

| Arbitro: | Marchese (Napoli) |

|                  |           |  |
| Bacci 78’ (rig.) | Marcatori |  |

| Arbitro: | Sbrilli (Grosseto) |

|               |           |               |
| Bianchini 52’ | Marcatori | 15’ Porciatti |

| Arbitro: | Canzonieri (Roma) |

|  |           |               |
|  | Marcatori | 90’ Bianchini |

| Arbitro: | Saia (Palermo) |

|                |           |  |
| Meneghetti 20’ | Marcatori |  |

| Arbitro: | Mantovani (Genova) |

|                        |           |  |
| U. Guerra 28’ Rota 70’ | Marcatori |  |

| Arbitro: | Giove (Bari) |

|           |           |             |
| Conca 49’ | Marcatori | 44’ Gronchi |

### Coppa Italia di Serie C

#### Primo turno
| Novara 21 agosto 1988                         | Novara    | 1 – 0 | Pro Vercelli | Stadio Comunale |
| \| \| \| \| \| B. Gava 60’ \| Marcatori \| \| |           |       |              |                 |
|                                               |           |       |              |                 |
| B. Gava 60’                                   | Marcatori |       |              |                 |

| Casale Monferrato 25 agosto 1988                              | Casale    | 1 – 1          | Pro Vercelli | Stadio Natale Palli |
| \| \| \| \| \| Calamita 55’ \| Marcatori \| 41’ Di Stefano \| |           |                |              |                     |
|                                                               |           |                |              |                     |
| Calamita 55’                                                  | Marcatori | 41’ Di Stefano |              |                     |

| Arbitro: | Ambrosio (Como) |

|                   |           |                    |
| Brilli 30’ (aut.) | Marcatori | 21’, 45’ M. Guerra |

| Vercelli 31 agosto 1988                                   | Pro Vercelli | 1 – 1    | Novara | Stadio Leonida Robbiano |
| \| \| \| \| \| Di Stefano 52’ \| Marcatori \| 43’ Gava \| |              |          |        |                         |
|                                                           |              |          |        |                         |
| Di Stefano 52’                                            | Marcatori    | 43’ Gava |        |                         |

| Arbitro: | Ravelli (Bergamo) |

|  |           |                                      |
|  | Marcatori | 30’ Pieri 52’ Di Napoli 62’ De Riggi |

| Alessandria 8 settembre 1988                                          | Alessandria | 1 – 1         | Pro Vercelli | Stadio Giuseppe Moccagatta |
| \| \| \| \| \| Marescalco 59’ (rig.) \| Marcatori \| 10’ Bianchini \| |             |               |              |                            |
|                                                                       |             |               |              |                            |
| Marescalco 59’ (rig.)                                                 | Marcatori   | 10’ Bianchini |              |                            |

## Statistiche

### Statistiche di squadra
| Competizione         | Punti | In casa | In casa | In casa | In casa | In casa | In casa | In trasferta | In trasferta | In trasferta | In trasferta | In trasferta | In trasferta | Totale | Totale | Totale | Totale | Totale | Totale | DR |
| Competizione         | Punti | G       | V       | N       | P       | Gf      | Gs      | G            | V            | N            | P            | Gf           | Gs           | G      | V      | N      | P      | Gf     | Gs     | DR |
| -------------------- | ----- | ------- | ------- | ------- | ------- | ------- | ------- | ------------ | ------------ | ------------ | ------------ | ------------ | ------------ | ------ | ------ | ------ | ------ | ------ | ------ | -- |
| Serie C2             | 36    | 17      | 8       | 6       | 3       | 20      | 12      | 17           | 3            | 8            | 6            | 9            | 15           | 34     | 11     | 14     | 9      | 29     | 27     | +2 |
| Coppa Italia Serie C |       | 3       | 0       | 1       | 2       | 2       | 6       | 3            | 0            | 2            | 1            | 2            | 3            | 6      | 0      | 3      | 3      | 4      | 9      | -5 |
| Totale               | -     | 20      | 8       | 7       | 5       | 22      | 18      | 20           | 3            | 10           | 7            | 11           | 18           | 40     | 11     | 17     | 12     | 33     | 36     | -3 |

### Statistiche dei giocatori[4]
| Giocatore       | Serie C2 | Serie C2 | Coppa Italia Serie C | Coppa Italia Serie C | Totale   | Totale |
| Giocatore       | Presenze | Reti     | Presenze             | Reti                 | Presenze | Reti   |
| --------------- | -------- | -------- | -------------------- | -------------------- | -------- | ------ |
| P. Bellatorre   | 25       | 0        | ?                    | ?                    | 25+      | 0+     |
| F. Bianchini    | 33       | 12       | ?                    | 1                    | 33+      | 13     |
| I. Carera       | 3        | 0        | ?                    | ?                    | 3+       | 0+     |
| B. Conca        | 33       | 3        | ?                    | ?                    | 33+      | 3+     |
| E. Corona       | 4        | -3       | ?                    | ?                    | 4+       | -3+    |
| C. Cugusi       | 8        | 0        | ?                    | ?                    | 8+       | 0+     |
| R. De Falco     | 33       | 0        | ?                    | ?                    | 33+      | 0+     |
| P. Di Stefano   | 29       | 5        | ?                    | 2                    | 29+      | 7      |
| F. Finozzi      | 28       | 2        | ?                    | ?                    | 28+      | 2+     |
| M. Garzonio     | 1        | 0        | ?                    | ?                    | 1+       | 0+     |
| G. Gava         | 2        | 0        | ?                    | ?                    | 2+       | 0+     |
| R. Gradella     | 14       | 2        | ?                    | ?                    | 14+      | 2+     |
| G.B. Lombardini | 34       | 0        | ?                    | ?                    | 34+      | 0+     |
| P. Longo        | 32       | -24      | ?                    | ?                    | 32+      | -24+   |
| R. Meneghetti   | 32       | 1        | ?                    | ?                    | 32+      | 1+     |
| A. Petroni      | 21       | 1        | ?                    | ?                    | 21+      | 1+     |
| F. Rastello     | 2        | 0        | ?                    | ?                    | 2+       | 0+     |
| R. Regina       | 32       | 1        | ?                    | ?                    | 32+      | 1+     |
| S. Sora         | 29       | 0        | ?                    | ?                    | 29+      | 0+     |
| D. Tumelero     | 1        | 0        | ?                    | ?                    | 1+       | 0+     |
| M. Ulisse       | 18       | 0        | ?                    | ?                    | 18+      | 0+     |
| S. Zoppo        | 24       | 0        | ?                    | ?                    | 24+      | 0+     |